# Stenia Kozłowska
Stefania „Stenia” Kozłowska (ur. 28 września 1936 w Rouvroy) – polska piosenkarka.

## Życiorys
Urodziła się i dorastała we Francji, dokąd wyemigrował jej ojciec ze względu na trudną sytuację finansową. Tam ukończyła szkołę baletową. Przyjeżdżając do Polski w 1954, słabo mówiła po polsku. Ukończyła Wydział Piosenkarski Średniej Szkoły Muzycznej im. Fryderyka Chopina w Warszawie oraz Studio Piosenkarskie PAGART-u „Pod Gwiazdami”. 
Debiutowała w audycji radiowej Podwieczorek przy mikrofonie. Początkowo śpiewała wyłącznie w języku francuskim. W latach swej największej popularności koncertowała po świecie – śpiewała w Australii, USA, Norwegii, Szwecji, Holandii, NRD, Czechosłowacji, ZSRR i Rumunii. 
W 1969 zdobyła Złoty Mikrofon – nagrodę Polonii amerykańskiej – na Krajowym Festiwalu Piosenki Polskiej w Opolu. W 1976 wystąpiła na Festiwalu Piosenki Radzieckiej w Zielonej Górze.
W roku 1990 wycofała się z działalności estradowej.
W 2009 została odznaczona Srebrnym Medalem „Zasłużony Kulturze Gloria Artis”.
Zamężna z Adamem Kozłowskim.

## Dyskografia

### Albumy studyjne
- 1968 – Stenia
- 1970 – Daj mi świat
- 1972 – Stenia 3
- 1974 – Stenia 4
- 1998 – Super Business Woman

### Czwórki
- 1967 – „Zorba”
  1. Będę czekać
  2. Więcej 
  3. Przypomnij mi
  4. Zorba
- 1968 – „Erotyk”
  1. Erotyk Op.1
  2. To tylko chwila wspomnień
  3. Królewicz z bajki
  4. My nieznajomi
- „Prezent”
  1. Prezent
  2. Pora kartek świątecznych
  3. O tych co kiedyś poszli w las
  4. Miejsce dla ciebie
- „Stenia”
  1. Et cette valse
  2. Donne, donne, donne
  3. Moi Je n'aime persone
  4. Erotique
- „Koncert na viola d’amore”
  1. Dzień dobry Vivaldi
  2. Czas menueta
  3. Koncert na viola d’amore
  4. Ale ciebie nie ma

## Niektóre piosenki z repertuaru Steni Kozłowskiej
- Szczęście (muzyka Manos Hadjidakis, polskie słowa Ola Obarska);
- Czy to walc (muzyka: Włodzimierz Kruszyński, Adam Skorupka; słowa: Jan Zalewski);
- Prócz nas nie mamy nic (muzyka: Seweryn Krajewski; słowa: Krzysztof Dzikowski, Kazimierz Winkler).